# Złocik północny
Złocik północny, pląśnik północny, koliber szerokodzioby (Cynanthus latirostris) – gatunek małego ptaka z rodziny kolibrowatych (Trochilidae). Występuje od południowo-zachodnich USA po środkowy Meksyk. Kolibry gniazdujące na północy jesienią wędrują na południe.

## Systematyka i zasięg występowania
Międzynarodowy Komitet Ornitologiczny (IOC) wyróżnia obecnie (2025) trzy podgatunki C. latirostris:
- C. l. magicus (Mulsant & J. Verreaux, 1872) – południowo-zachodnie USA (południowa Arizona i południowo-zachodni Nowy Meksyk[6]), północno-zachodni Meksyk (stany Sonora, Sinaloa i Nayarit)
- C. l. propinquus R.T. Moore, 1939 – stany Guanajuato i północny Michoacán (środkowy Meksyk)
- C. l. latirostris Swainson, 1827 – stany Tamaulipas i San Luis Potosí do stanu Veracruz (wschodni Meksyk).

Za podgatunki C. latirostris do niedawna uznawane były złocik turkusowy (C. doubledayi) i złocik szafirowy (C. lawrencei), obecnie (2025) klasyfikowane jako odrębne gatunki. Proponowany podgatunek toroi nie jest uznawany za ważny, reprezentuje on osobniki z obszaru, gdzie nakładają się na siebie zasięgi występowania taksonów propinquus i doubledayi.

## Morfologia
Średnie wymiary
- Długość ciała: 8–10 cm
- Masa ciała: 7–8 g

## Ekologia i zachowanie
Rozmnażanie
- Okres lęgowy: Styczeń–sierpień
- Liczba gniazdowań: Do 3 w ciągu sezonu
- Liczba jaj: Z reguły 2
- Okres wysiadywania: 16 dni
- Rozwój piskląt: 22–24 dni

Tryb życia
- Zwyczaje: Aktywny w dzień, samotnik
- Pożywienie: Pyłek, nektar, owady
- Głosy: Kłótliwe „jedit”, samiec podczas zalotów krzyczy „cink”
- Długość życia: Średnio około 73 miesięcy[8]

## Status
Międzynarodowa Unia Ochrony Przyrody (IUCN) uznaje złocika północnego za gatunek najmniejszej troski (LC – least concern). W 2019 roku organizacja Partners in Flight oceniała trend liczebności populacji jako stabilny.